# Zaleptus auronitens
Zaleptus auronitens is een hooiwagen uit de familie Sclerosomatidae.